# Супермен и Лоис
Супермен и Лоис (енгл. Superman & Lois) је америчка суперхеројско-драмска телевизијска серија развијена за The CW од стране Тода Хелбинга и Грега Берлантија, базирана на ликовима Супермена и Лоис Лејн DC Comics-а, твораца Џерија Сигела и Џоа Шустера. Тајлер Хеклин и Елизабет Талок играју главне ликове Кларка Кента / Супермена, костимираног суперхероја, и Лоис Лејн, новинарку за Daily Planet. Серија је смештена у Универзум Стреле, делећи континуитет са осталим телевизијским серијама франшизе.
Серија је најављена у октобру 2019. године и наручена је као серија у јануару 2020. године. Снимање је почело у октобру 2020. године и очекује се да ће се наставити до јуна 2021. године. Премијера серије Супермен и Лоис је била 23. фебруара 2021. године и обновљена је за другу сезону у марту. Премијера серије је била 24. фебруара 2021. године на HBO Go-у у Србији.

## Радња
Након вишегодишњег суочавања са мегаломанијакалним суперзликовцима, чудовиштима која изазивају хаос у Метрополису и ванземаљским нападачима који желе да избришу људску расу, најпознатији суперхерој на свету, Човек од челика—познат и као Кларк Кент (Тајлер Хеклин)—и најпознатија новинарка из стрипа, Лоис Лејн (Елизабет Талок), суочавају се са највећим изазовом до сада—свим стресом, притисцима и проблемима запослених родитеља у данашњем друштву. И поред довољно захтевног посла подизања двојице дечака, Кларк и Лоис размишљају о томе да ли ће њихови синови, Џонатан (Џордан Елсас) и Џордан (Александер Гарфин), испољити очеве криптонске супермоћи током одрастања.

## Улоге
| Глумац         | Улога                          |
| -------------- | ------------------------------ |
| Тајлер Хеклин  | Кал-Ел / Кларк Кент / Супермен |
| Елизабет Талок | Лоис Лејн                      |
| Џордан Елсас   | Џонатан Кент                   |
| Алекс Гарфин   | Џордан Кент                    |
| Ерик Валдез    | Кајл Кашинг                    |
| Ајд Наварет    | Сара Кашинг                    |
| Воле Паркс     | капетан Лутор                  |
| Адам Рајнер    | Морган Еџ                      |
| Дилан Волш     | Самјуел Лејн                   |
| Емануел Шрики  | Лана Ланг Кашинг               |

## Епизоде
| Бр. еп. | Наслов | Редитељ          | Сценариста                                                        | Премијера         | Прод. код | Гледаност у САД (милиони) |
| --- | ------ | ---------------- | ----------------------------------------------------------------- | ----------------- | --------- | ------------------------- |
| 1 |        | Ли Толанд Кригер | Teleplay by : Тод Хелбинг Story by : Грег Берланти и Тод Хелбинг  | 23. фебруар 2021. | T13.22401 | 1.75                      |
| Након што се врате у Смолвил да реше административна питања у оквиру породице, Кларк и Лоис се поново срећу да Ланом Ленг, локалном банкарском службеницом која је Кларкова прва љубав, и њеним мужем Кајлом Кушингом, шефом вартогасног дома. Одрасли нису једини који срећу старе пријатеље у Смолвилу – Кентови синови обнављају познанство са Ланином и Кајловом бунтовном ћерком, Саром. Наравно, не постоји досадан дан у животу суперхероја, поготово кад Лоисин отац, генерал Семјуел Лејн, очекује да Супермен може да порази зликовца и спасе дан за трен ока. У међувремену, боравак Супермена и Лоис у живописном Смолвилу се драстично мења када у њихов живот уђе мистериозни странац и ентузијастични богаташ Морган Еџ. |        |                  |                                                                   |                   |           |                           |
| 2 |        | Ли Толанд Кригер | Тод Хелбинг                                                       | 2. март 2021.     | T13.22402 | 1.24                      |
| Док се прилагођавају новом животу у Смолвилу, Лоис и Кларк доносе важну одлуку у вези са једним од својих синова. У међувремену, расте напетост између Лоис и Моргана Еџа. Коначно, Лана позива породицу Кент на роштиљ. |        |                  |                                                                   |                   |           |                           |
| 3 |        | Грегори Смит     | Брент Флечер                                                      | 9. март 2021.     | T13.22403 | 1.25                      |
| Током породичног доручка, Кларк говори о криптонском пореклу својим синовима, Џордану и Џонатану. У међувремену, Лоис и Криси покушавају да разоткрију истину о Моргану Еџу. |        |                  |                                                                   |                   |           |                           |
| 4 |        | Џејмс Бамфорд    | Мајкл Нардучи                                                     | 16. март 2021.    | T13.22404 | 1.21                      |
| Док на трибинама гледају средњошколску фудбалску утакмицу, Лоис и Криси угледају Моргана Еџа како разговара са градоначелником Дином и Кајлом, и схвате његов подли план да се додвори моћним људима у граду. У међувремену, Кларк пристане да помогне Лоис на састанку у градској већници, али постаје напето када се Кларк нађе у незавидној ситуацији да бира страну. На крају, Џонатан има помешана осећања у вези са Џордановим новим статусом. |        |                  |                                                                   |                   |           |                           |
| 5 |        | Рејчел Талали    | Teleplay by : Брент Флечер и Надрија Такер Story by : Тод Хелбинг | 23. март 2021.    | T13.22405 | 1.24                      |
| Док Смолвил прославља први Фестивал жетве од Мартине смрти, Кларк се присећа колико му је значила мајка и учи лекцију која ће му помоћи да преболи њену смрт. У међувремену, Лоис долази до важног открића у истрази Моргана Еџа. На крају, Кајл покуша поново да се повеже са Ланом, али изгледа да би могао да се врати старим навикама. |        |                  |                                                                   |                   |           |                           |